# Giraffatitan
Genre
Espèce
Giraffatitan (en latin « girafe titanesque ») est un genre éteint de dinosaure sauropode de la famille des brachiosauridés. C'est l'un des plus grands dinosaures connus. Il a vécu en Afrique, au Jurassique supérieur il y a -150 à -145 Ma environ.

## Historique
Le spécimen type fut découvert pendant les expéditions que l'Université de Berlin mena de 1909 à 1913 à Tendaguru, dans la région de Mtwara en Tanzanie. Le savant allemand Werner Janensch rangea alors l'animal dans le genre Brachiosaurus (connu à l'époque de Werner Janensch par des fossiles du Jurassique nord-américain) et le nomma, en 1914, Brachiosaurus brancai. Ce n'est qu'en 1988 que le savant américain Gregory S. Paul proposa et réussit le renommage de l'espèce sur les bases d'un genre distinct et séparé de Brachiosaurus, un genre qu'il baptisa du nom de Giraffatitan. Certains paléontologues pensent néanmoins que c'était en réalité un brachiosaure ayant atteint sa croissance maximale.
En 1937, le fossile étudié et baptisé par Janensch fut monté en un squelette quasi complet au musée d'histoire naturelle de Berlin. La posture choisie à l'époque pour l'animal, traînant sa queue et écartant les pattes antérieures à la manière d'un reptile « classique », fut remise en question au cours de la seconde moitié du XXe siècle. La décision de démonter le squelette et de le remonter selon les connaissances anatomiques du XXIe siècle fut prise en 2005. Conjointement avec d'autres travaux touchant à d'autres salles du musée, le travail de remontage et d'exposition au public fut terminé en 2007. Avant ce remodelage, le squelette atteignait 12 mètres de hauteur. Dans sa nouvelle posture, il atteint 13,27 m de haut et 22,5 m de long, soit légèrement inférieur à Brachiosaurus (26 mètres), qui appartient à la même famille.

## Giraffatitanen quelques données
- Le genre Giraffatitan comporte une seule espèce : Giraffatitan brancai
- Époque : Jurassique supérieur (Kimméridgien et Tithonien)
- Taille : 24/25 m de long, 13/14 m de haut
- Masse : de 45 tonnes à 78 tonnes, selon les estimations
- herbivore

## Galerie d'images

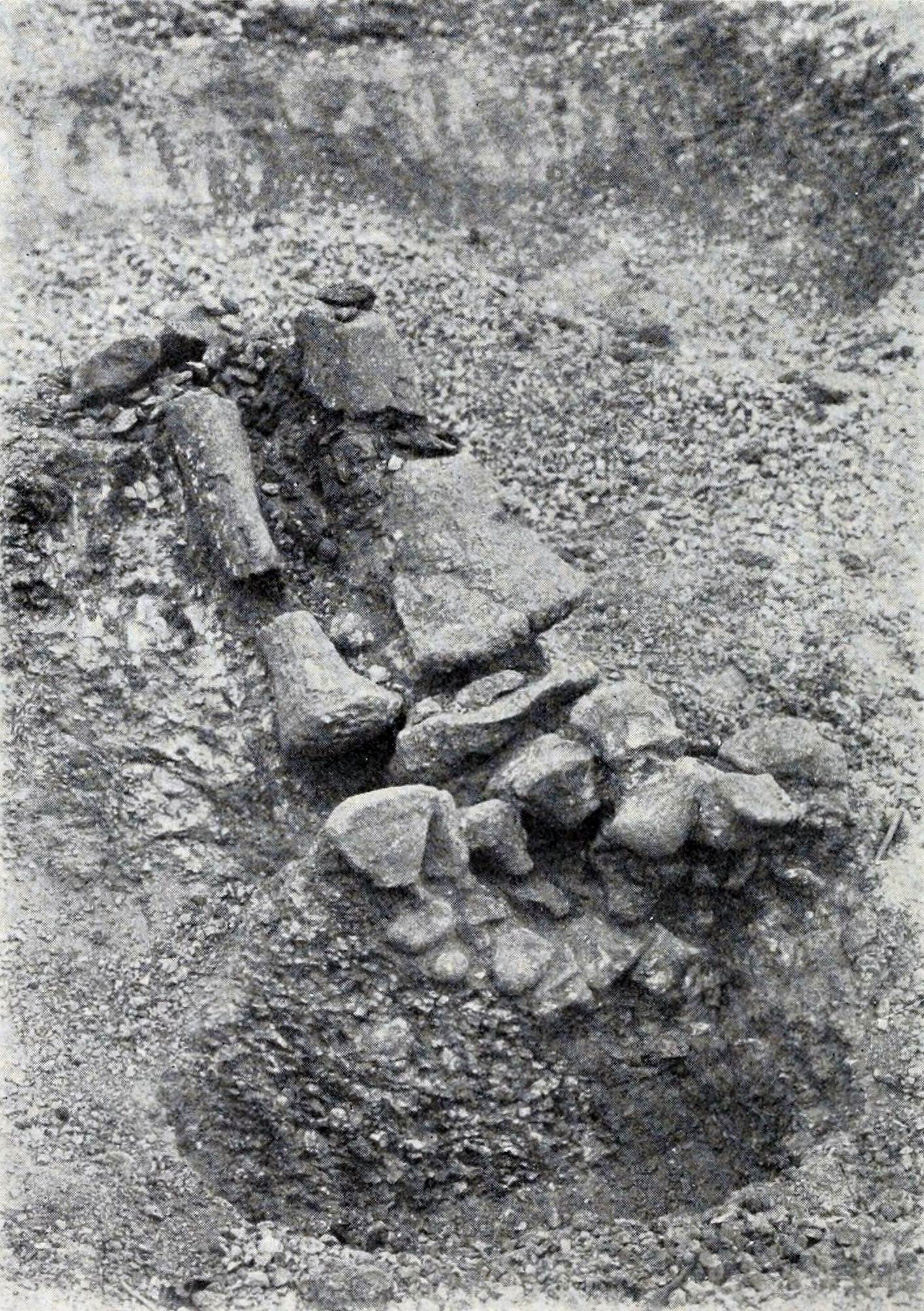
1909: découverte, en Afrique orientale allemande, près de Lindi, du fossile qui quelques années plus tard allait être attribué au genre Brachiosaurus et, en 1988 rebaptisé en Giraffatitan.
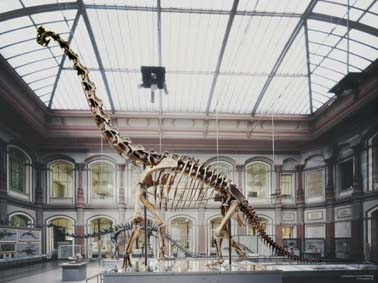
Giraffatitan en position considérée comme probable au XXe siècle.
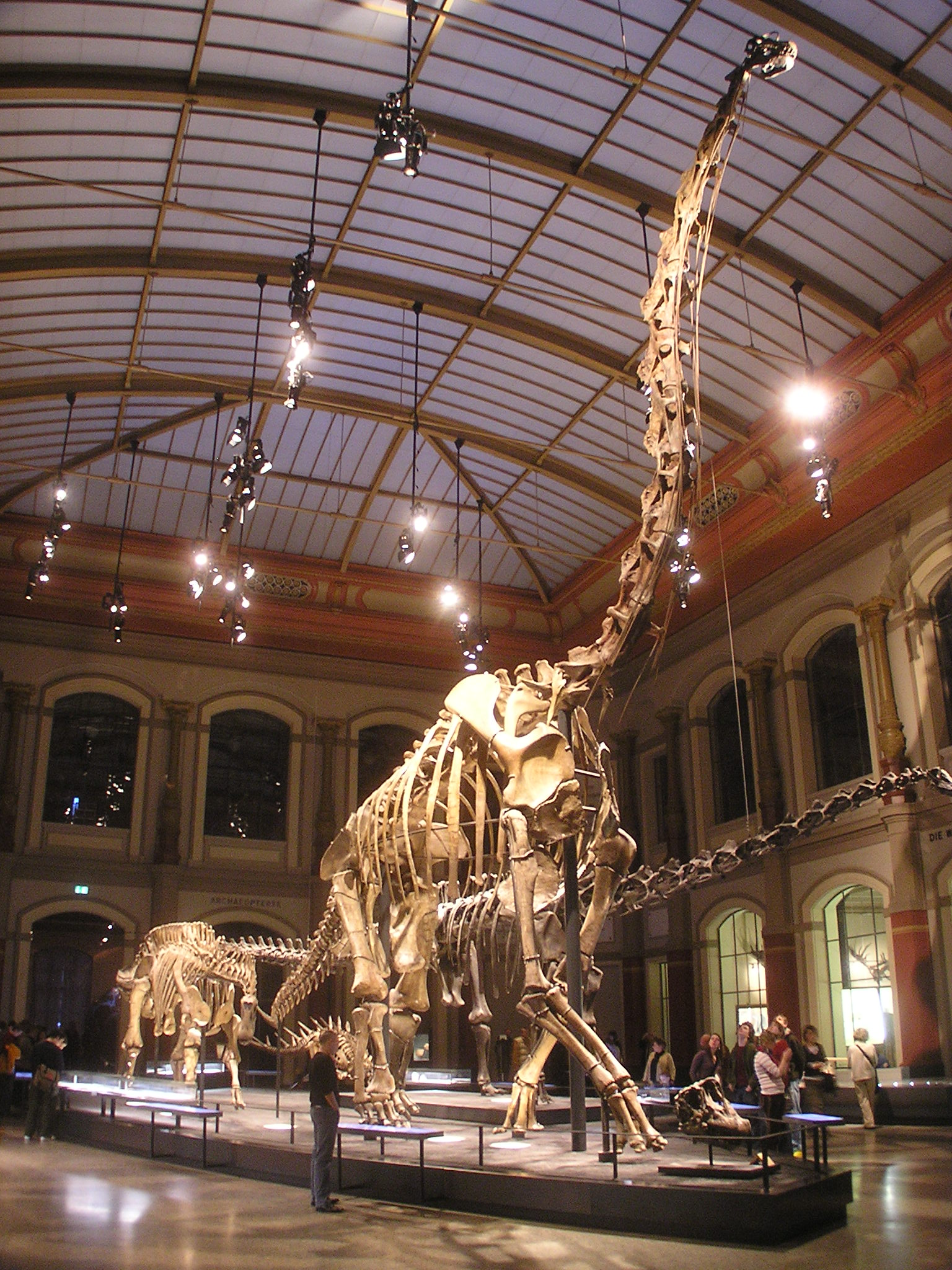
Giraffatitan dans la position du squelette considérée comme correcte depuis 1988.